# Liste der Landesregierungen Oberösterreichs

Oberösterreichisches Landeswappen

Die Liste der Landesregierungen Oberösterreichs listet alle Landesregierungen des österreichischen Bundeslandes Oberösterreich seit der Auflösung des Habsburger Vielvölkerreiches nach dem Ersten Weltkrieg auf.
Erste Republik/Austrofaschismus
- Landesregierung Hauser (1918–1927)
- Landesregierung Schlegel I (1927–1931)
- Landesregierung Schlegel II (1931–1934)
- Landesregierung Gleißner I (1934)
- Landesregierung Gleißner II (1934–1938)

Drittes Reich
- Landesregierung Eigruber (1938)

Zweite Republik
- Provisorische Landesregierung Eigl (1945)
- Landesregierung Gleißner III (1945)
- Landesregierung Gleißner IV (1945–1949)
- Landesregierung Gleißner V (1949–1955)
- Landesregierung Gleißner VI (1955–1961)
- Landesregierung Gleißner VII (1961–1967)
- Landesregierung Gleißner VIII (1967–1971)
- Landesregierung Wenzl I (1971–1973)
- Landesregierung Wenzl II (1973–1977)
- Landesregierung Ratzenböck I (1977–1979)
- Landesregierung Ratzenböck II (1979–1985)
- Landesregierung Ratzenböck III (1985–1991)
- Landesregierung Ratzenböck IV (1991–1995)
- Landesregierung Pühringer I (1995–1997)
- Landesregierung Pühringer II (1997–2003)
- Landesregierung Pühringer III (2003–2009)
- Landesregierung Pühringer IV (2009–2015)
- Landesregierung Pühringer V (2015–2017)
- Landesregierung Stelzer I (2017–2021)
- Landesregierung Stelzer II (2021–)